# Tlatempa, Guerrero
Tlatempa är en ort i Mexiko.   Den ligger i kommunen Chilapa de Álvarez och delstaten Guerrero, i den sydöstra delen av landet, 210 km söder om huvudstaden Mexico City. Tlatempa ligger 2 143 meter över havet och antalet invånare är 148.
Terrängen runt Tlatempa är huvudsakligen kuperad. Tlatempa ligger uppe på en höjd som går i nord-sydlig riktning. Runt Tlatempa är det ganska glesbefolkat, med 42 invånare per kvadratkilometer. Närmaste större samhälle är Chilapa de Alvarez, 12,9 km väster om Tlatempa. I omgivningarna runt Tlatempa växer huvudsakligen savannskog.